# Humildade de Faença
Rosanese Negusanti, conhecida como Santa Humildade, foi uma das fundadoras dos conventos Vallumbrosan, sendo também considerada a fundadora das Irmãs Vallumbrosan.
Nascida de uma família nobre de Faença, ela casou aos quinze anos de idade com um nobre chamado Ugoletto (Ugonotto) de Caccianemici. Ela deu à luz dois filhos, ambos os quais morreram na infância. Rosanna entrou no mosteiro de Santa Perpétua, perto de Faença, tornando-se uma freira e tomando Humildade por nome religioso.

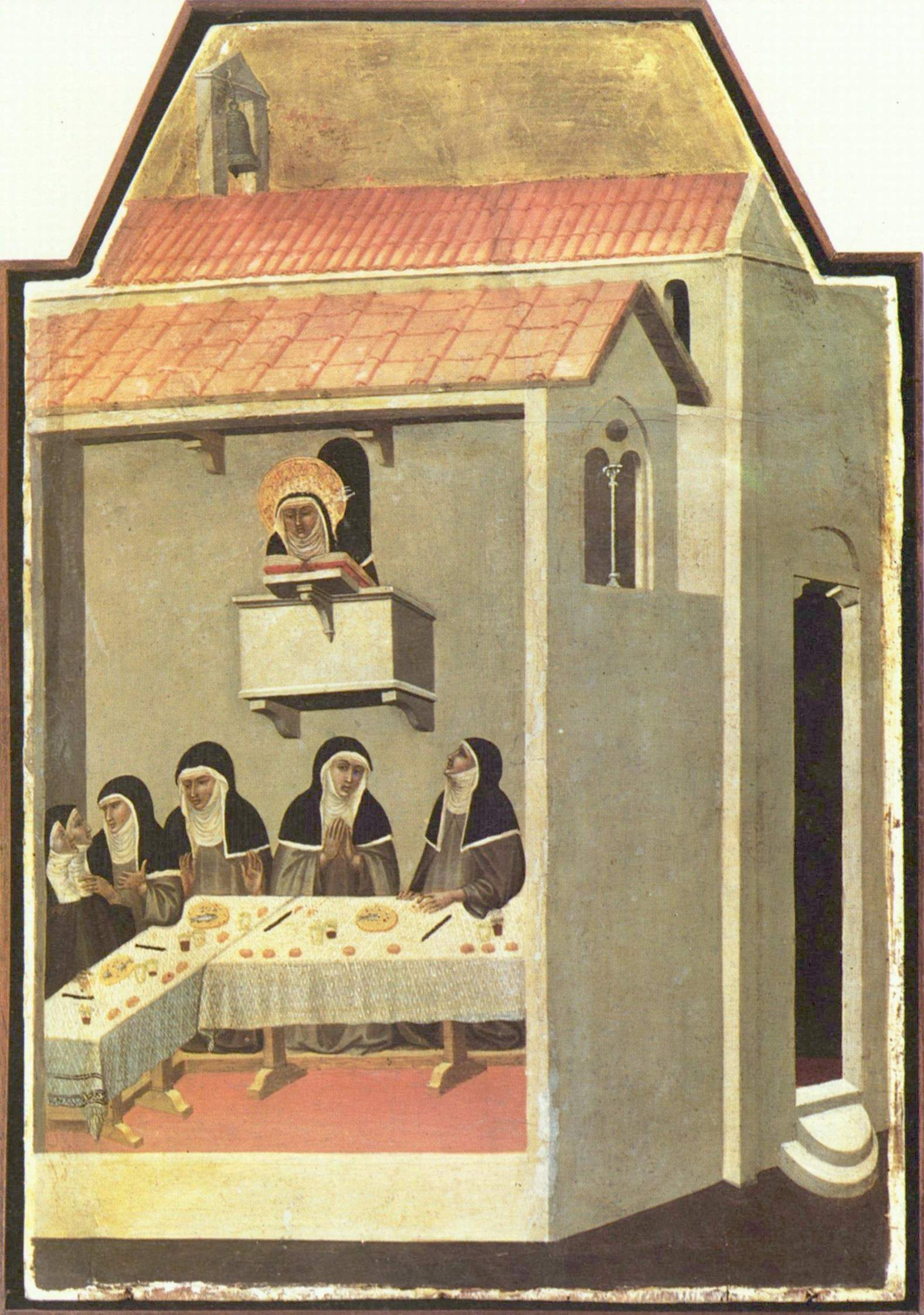
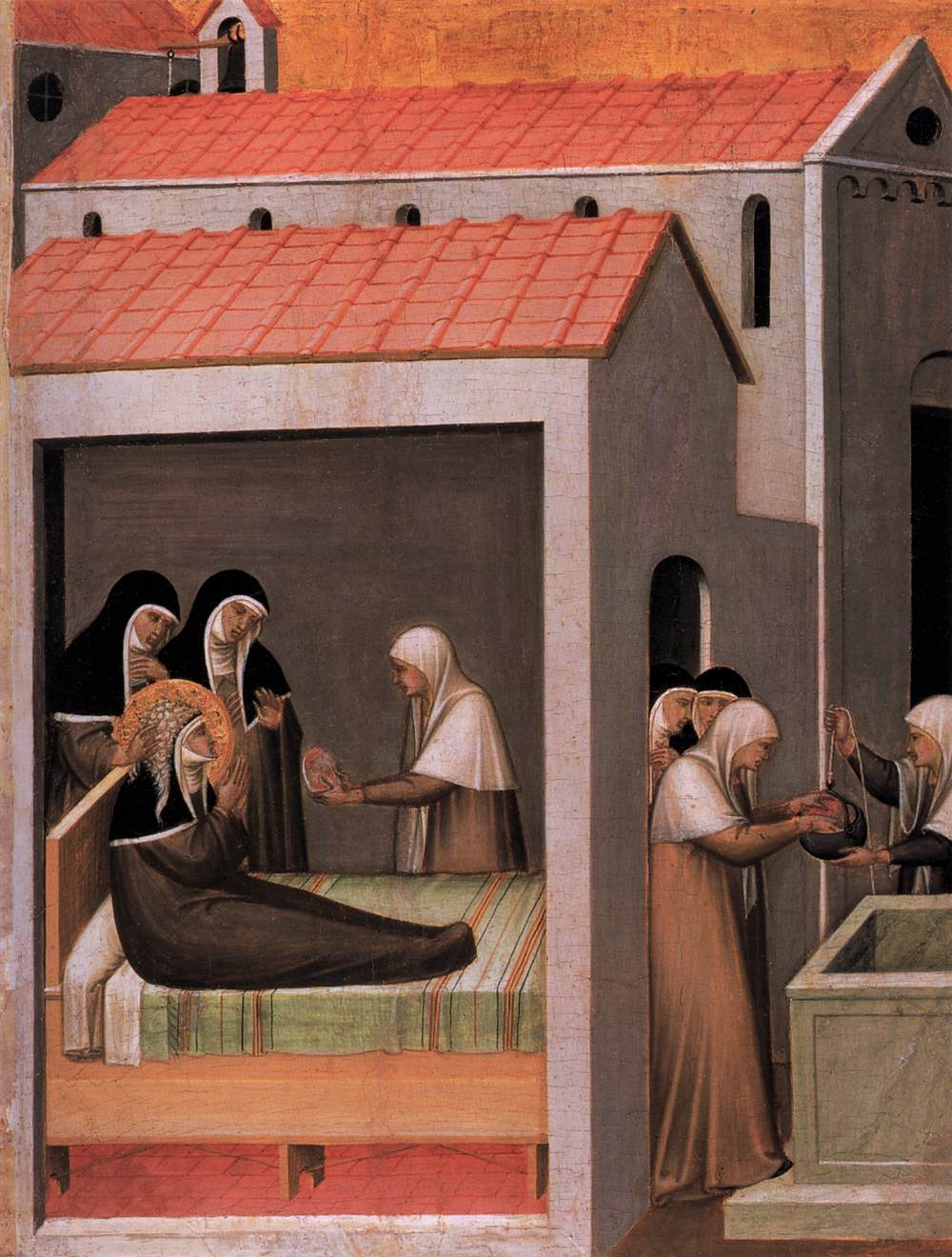
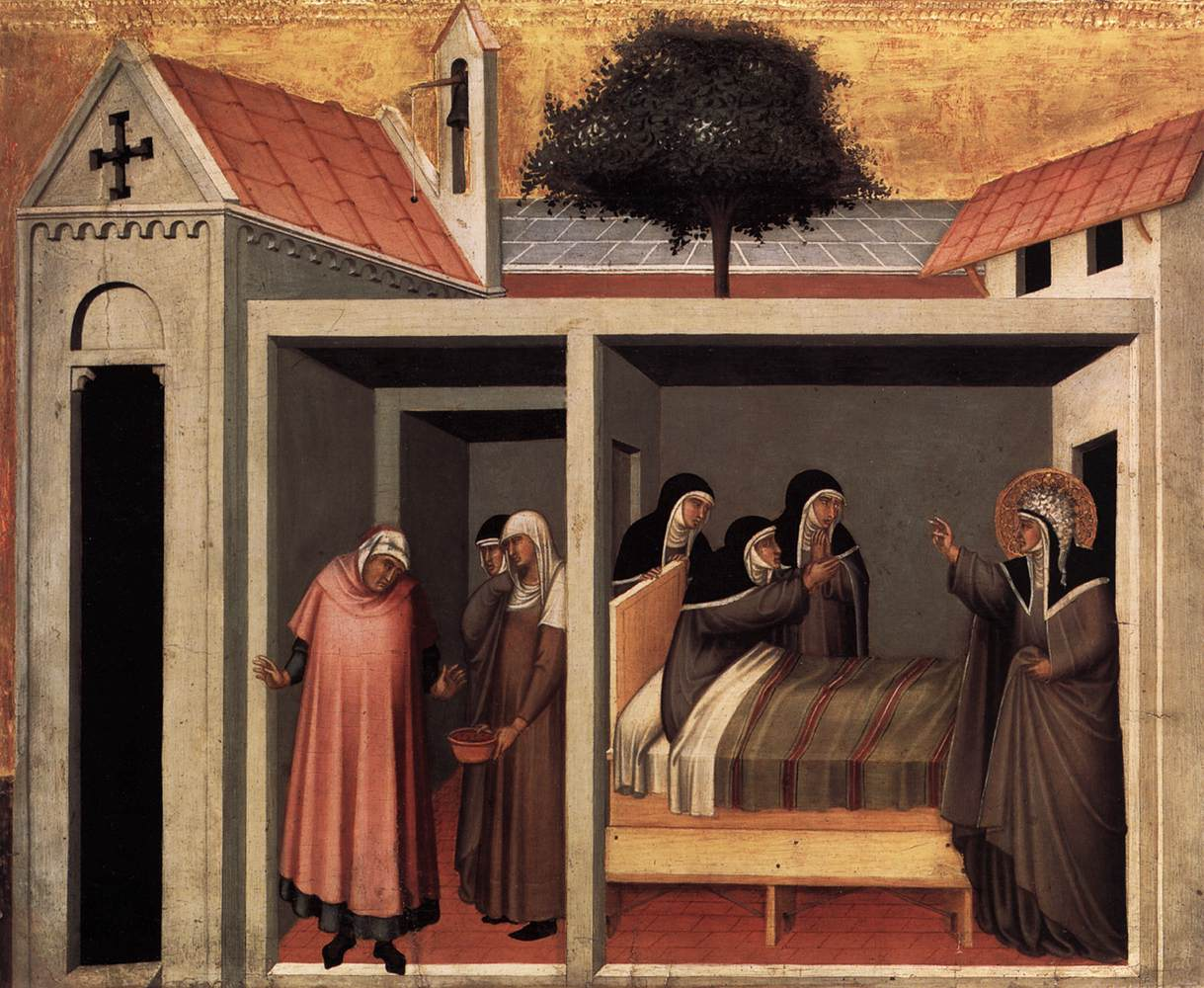
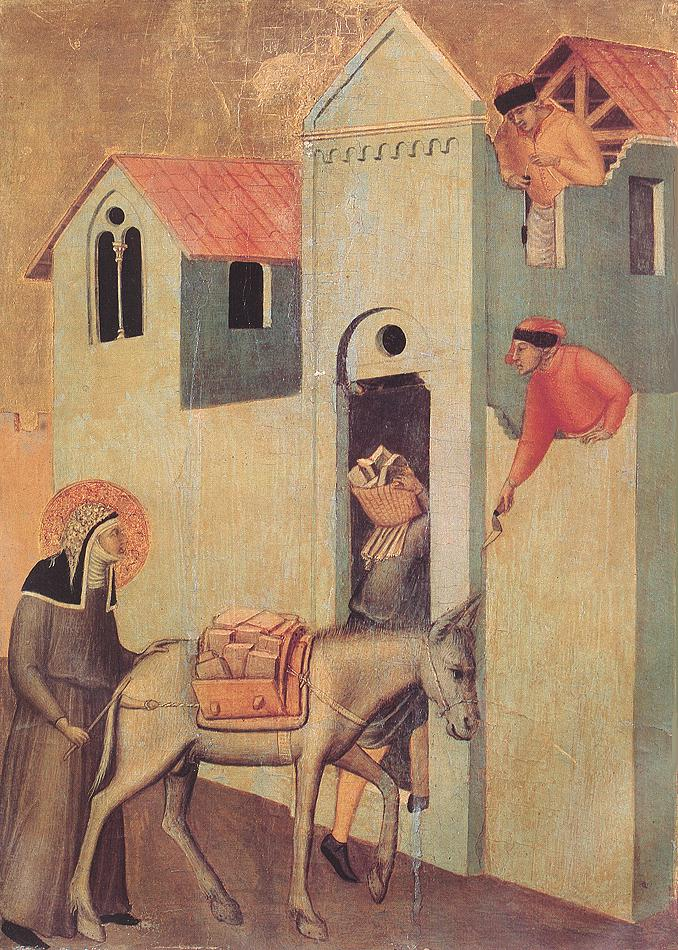